# Docteur T et les Femmes
Pour plus de détails, voir Fiche technique et Distribution.
Docteur T et les Femmes (Dr. T and the Women) est un film américano-allemand de Robert Altman sorti en 2000.

## Synopsis
Le docteur Sullivan Travis, "Dr T" pour les intimes, est le gynécologue favori des dames de la haute bourgeoisie de Dallas. Ses qualités humaines et professionnelles, sa discrétion et son élégance naturelle ont fidélisé une nombreuse clientèle. Son cabinet ne désemplit pas et le Dr T est perpétuellement débordé, malgré les efforts de son assistante Carolyn, qui l'aime en secret.
Dans la vie privée du Dr T jusque-là sans histoire, les choses se précipitent : sa femme Kate, retombée en enfance, doit être hospitalisée à une semaine du mariage de leur fille DeeDee ; sa belle-sœur Peggy, dopée au champagne et que son mari vient de quitter s'invite chez lui avec ses trois insupportables petites filles ; son autre fille, Connie, lui dévoile que Marilyn, la demoiselle d'honneur de DeeDee, entretient une coupable liaison avec cette dernière.
Pour fuir tous ces problèmes, le Dr T se réfugie dans son club de golf, où il rencontre Bree, une jeune et charmante professeur qui, pour un temps, lui fera oublier ses soucis.
De grands changements s'annoncent pour Sullivan, des changements auxquels il ne s'attendait pas.

## Fiche technique
- Titre original : Dr. T and the Women
- Réalisation : Robert Altman
- Scénario : Anne Rapp
- Directeurs de la photographie : Jan Kiesser et Edward Lachman (seconde équipe)
- Musique : Lyle Lovett
- Montage : Geraldine Peroni (en)
- Directeur artistique : John E. Bucklin
- Chef décorateur : Stephen Altman
- Costumière : Dona Granata
- Conception générique : Victoria Vaus
- Maquillages : Micheline Trepanier et Hallie D'Amore
- Effets spéciaux : Randy Moore et Margaret "Maggie" Johnson
- Superviseur des effets visuels : Charlie Gibson et Craig Barron
- 1er assistant réalisateur : Tommy Thompson
- Ingénieur du son : John Patric Prichett
- Directrice du casting : Pam Dixon Mickelson
- Scripte : Cate Hardman
- Chef accessoiriste : Anthony Maccario
- Etalonnage : Mike Stanwick
- Chef éclairagiste : Robert Jason
- Chef machiniste : Herb Ault
- Habilleuse : Susan Kaufmann
- Sociétés de production : Sandcastle 5 Productions, Dr. T Inc. et Splendid Medien AG
- Distributeurs :  Artisan Entertainment •  SND
- Budget : 12 000 000 $
- Box Office États-Unis : 13 113 041 dollars
- Box Office France : 348 922 entrées
- Box Office mondial : 22 796 811 dollars
- Tourné en Couleur
- Format du son : DTS
- Format de projection : 2.35 : 1 Cinémascope
- Format de production : 35 mm
- Pays :  États-Unis,  Allemagne
- Genre : Comédie dramatique
- Année : 2000
- Durée : 123 minutes
- Date de sortie en salles : 
  - États-Unis : 30 octobre 2000
  - France : 3 janvier 2001

## Distribution
- Richard Gere (VF : Richard Darbois[1] ; VQ : Jean-Luc Montminy) : le docteur Sullivan Travis, dit docteur T
- Helen Hunt (VF : Josiane Pinson[1] ; VQ : Natalie Hamel-Roy) : Bree
- Farrah Fawcett (VF : Béatrice Delfe[2] ; VQ : Claudine Chatel) : Kate
- Laura Dern (VF : Martine Irzenski[1] ; VQ : Anne Bédard) : Peggy
- Shelley Long (VF : Emmanuèle Bondeville[1] ; VQ : Élise Bertrand) : Carolyn
- Tara Reid (VF : Laëtitia Godès[1] ; VQ : Sophie Léger) : Connie
- Kate Hudson (VF : Anne Rondeleux[1] ; VQ : Christine Bellier) : DeeDee
- Liv Tyler (VF : Vanina Pradier ; VQ : Rafaëlle Leiris) : Marilyn
- Robert Hays (VF : Hervé Bellon ; VQ : Pierre Auger) : Harlan
- Matt Malloy (VQ : Luis de Cespedes) : Bill
- Andy Richter (VF : Antoine Tomé ; VQ : Marc Bellier) : Eli
- Janine Turner (VF : Anne Deleuze[1] ; VQ : Nathalie Coupal) : Dorothy
- Lee Grant (VF : Colette Venhard ; VQ : Chantal Baril) : Dr Harper
- Holly Pelham (VQ : Madeleine Arsenault) : Joanne
- Judy Trammell (VQ : Camille Cyr-Desmarais) : la chorégraphe
- Suzi McLaughlin (VQ : Valérie Gagné) : la réceptionniste
- Ellen Locy (VF : Françoise Cadol) : Tiffany

## Autour du film
- Liv Tyler retrouve pour la seconde fois Robert Altman un an après Cookie's Fortune.
- Le film a obtenu 57 % de critiques positives sur le site Rotten Tomatoes[3] et 64 pour 100 sur le site Metacritic[4].
- Le tournage du film a eu lieu du 15 novembre 1999 à mars 2000 [5] au Texas et en Californie[6].